# 265 Ana
265 Ana (mednarodno ime 265 Anna) je majhen asteroid v glavnem asteroidnem pasu. 

## Odkritje
Asteroid je odkril avstrijski astronom Johann Palisa 25. februarja 1887 na Dunaju . Verjetno se imenuje po hčerki astronoma Edmunda Weissa.

## Lastnosti
Asteroid Ana obkroži Sonce v 3,76 letih. Njegova tirnica ima izsrednost 0,268 nagnjena pa je za 25,63° proti ekliptiki. Njegov premer je 23,66 km, okoli svoje osi pa se zavrti v 11,681 h ..